# Рамодипало Раза (Ровиго)
Рамодипало Раза је насеље у Италији у округу Ровиго, региону Венето.
Према процени из 2011. у насељу је живело 650 становника. Насеље се налази на надморској висини од 10 м.